# Radżab al-Kilani
Radżab Abd as-Salam al-Kilani (arab. رجب عبدالسلام الكيلاني) – egipski zapaśnik walczący w stylu wolnym. Wicemistrz Afryki w 1979. Dziesiąty na igrzyskach śródziemnomorskich w 1975 roku.